# Дракула (фільм, 1958)
Дракула (англ. Dracula) — англійський фільм жахів 1958 року.

## Сюжет
Джонатан Харкер прибуває в замок Дракули з наміром вбити легендарного вампіра, але йому це не вдається, більше того — він сам перетворюється на вампіра і гине від руки Ван Хельсинга. Тим часом Дракула з'являється в рідному місті Харкера і починає переслідувати його кохану.

## У ролях
| Актор             | Роль                |
| ----------------- | ------------------- |
| Пітер Кашинг      | доктор Ван Хельсинг |
| Крістофер Лі      | граф Дракула        |
| Майкл Гоф         | Артур               |
| Мелісса Стріблінг | Міна                |
| Керол Марш        | Люсі                |
| Ольга Дікі        | Герда               |
| Джон Ван Іссен    | Джонатан Харкер     |
| Валері Гонт       | вампірша            |
| Джаніна Фей       | Таня                |
| Барбара Арчер     | Інга                |